# 西梅田一番踏切

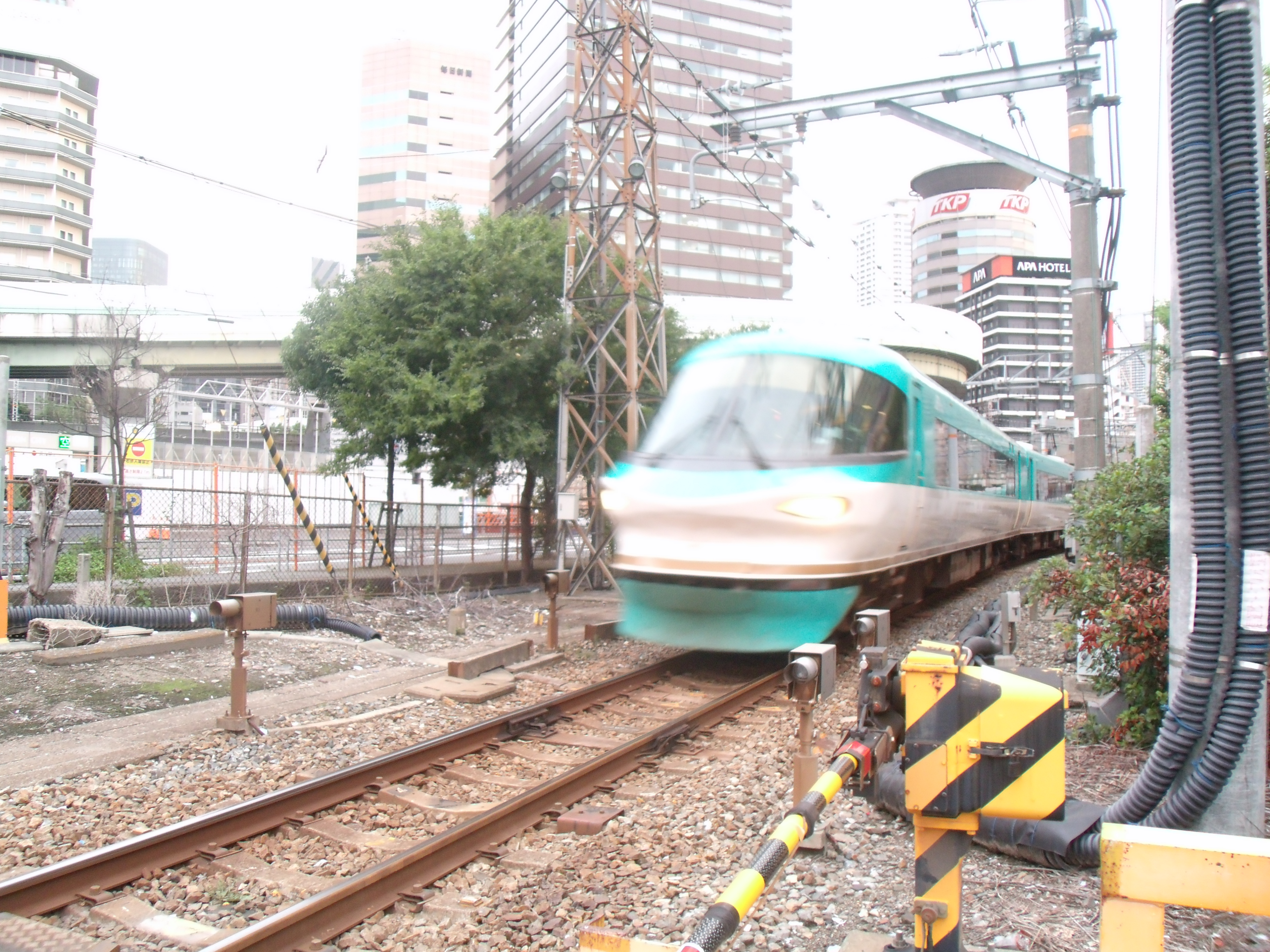
西梅田一番踏切を通過する283系「くろしお」（2020年）

西梅田一番踏切（にしうめだいちばんふみきり）は、大阪府大阪市北区の西日本旅客鉄道（JR西日本）梅田貨物線に存在していた踏切である。

## 概要
JR西日本大阪駅の西側、東海道本線の貨物支線（通称・梅田貨物線または梅田連絡線）と大阪市道九条梅田線が交差する第1種踏切であり、梅田貨物線の梅田信号場構内に存在していた。廃止地点で大阪市北区唯一の踏切で、もともとは大阪駅裏に存在していた梅田貨物駅の入口だった。特急列車や貨物列車が1日に約100本通過し、交差する車道の2021年9月末地点での交通量は1日約2万台に上り、大阪駅から延びてくる主要市道などが入り組む上に阪神高速道路11号池田線の梅田ランプも近くに存在することもあって交通量の多い踏切だったため、ラッシュの時間帯には踏切が原因の交通渋滞が頻発していた。
2008年2月に踏切が完全自動化されるまでは、踏切保安係と呼ばれる職員が24時間交代で常駐し、列車が通る際に車道側の信号を手動で赤に切り替える業務を担った。
2005年4月5日には、遮断機が作動せずにこの踏切を特急列車が通過する事故が発生し、2013年4月11日には、レール輸送工事用の臨時列車が、遮断棒が降りない状態でこの踏切を通過する事故が発生した。
梅田貨物駅跡地などで実施されていたうめきた2期の再開発によって梅田貨物線が地下化したことに伴い、2023年2月11日をもって廃止・撤去された。